# دوري كرة القدم النرويجي الدرجة الأولى 1966
دوري كرة القدم النرويجي الدرجة الأولى 1966 (بالنرويجية: 2. divisjon fotball for menn 1966)‏ هو موسم من الدوري النرويجي الدرجة الأولى. فاز فيه نادي سترومسغودست لكرة القدم.